# Prognichthys tringa
Prognichthys tringa är en fiskart som beskrevs av Breder 1928. Prognichthys tringa ingår i släktet Prognichthys och familjen Exocoetidae. IUCN kategoriserar arten globalt som livskraftig. Inga underarter finns listade i Catalogue of Life.